# Thamnodynastes pallidus
Thamnodynastes pallidus е вид змия от семейство Смокообразни (Colubridae). Видът не е застрашен от изчезване.

## Разпространение и местообитание
Разпространен е в Боливия, Бразилия, Венецуела, Гвиана, Колумбия, Перу, Суринам и Френска Гвиана.
Обитава гористи местности и храсталаци.